# Kenroku-en

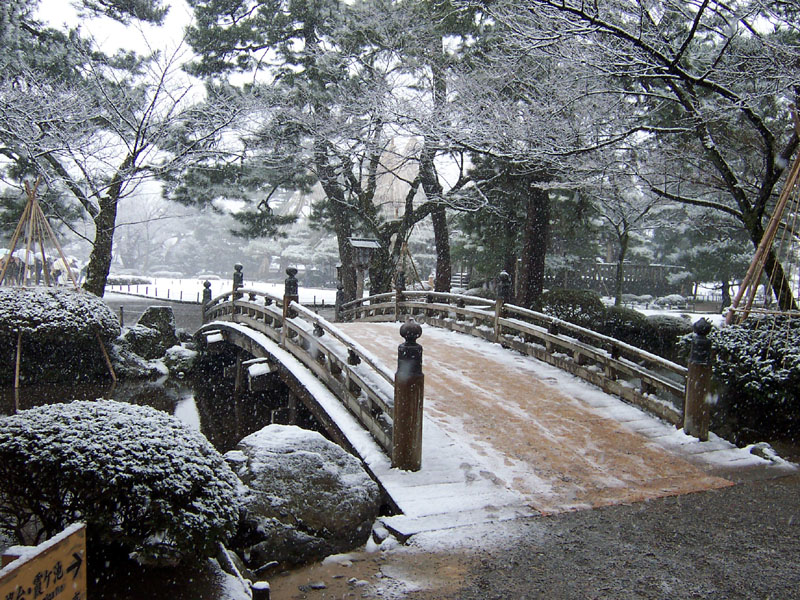
Decemberi látkép

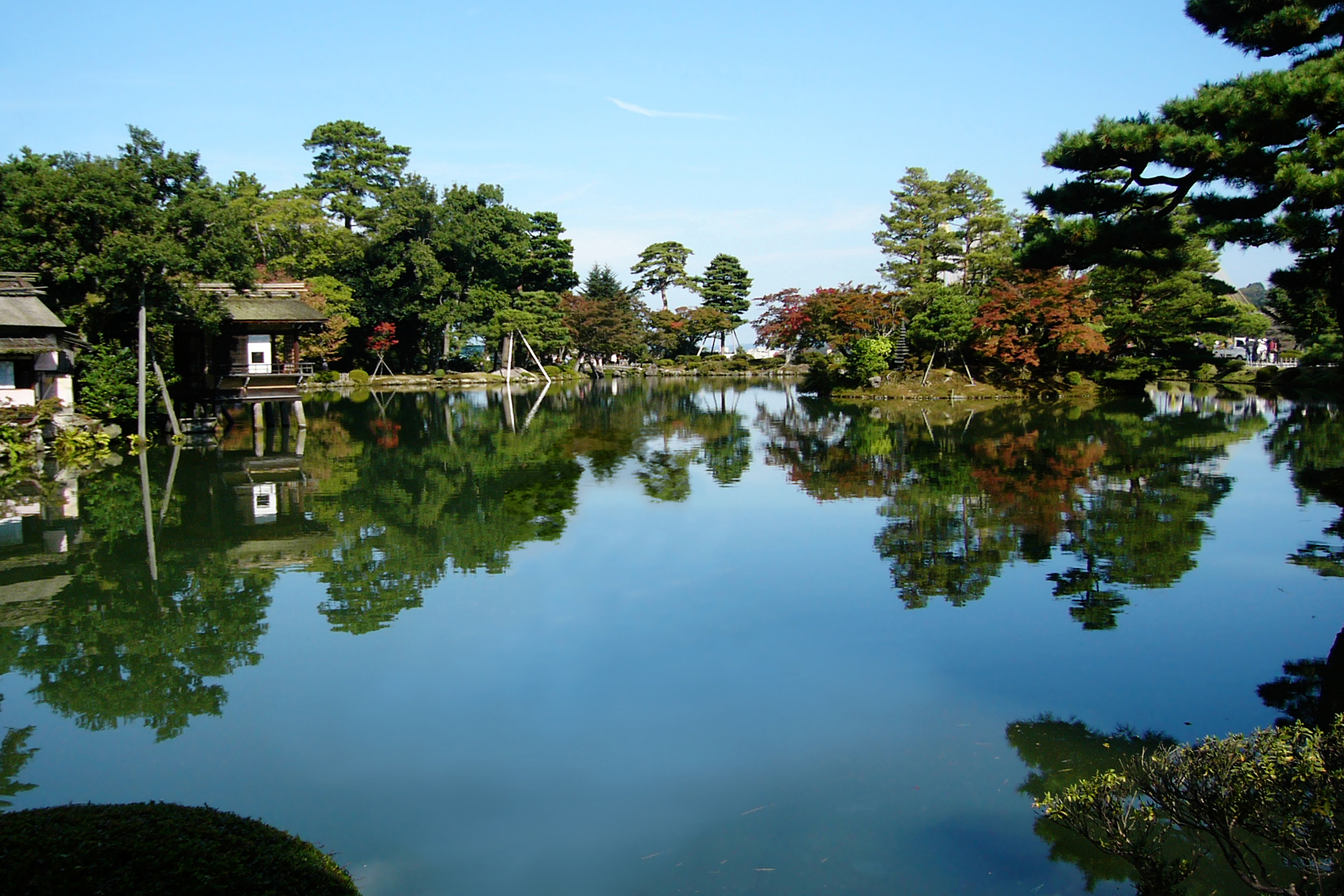
Kaszumi tó novemberben

A Kenroku-en egy Japánban, Isikava prefektúra területén, azon belül is Kanazava városában található kert. A város egyik fő látványossága, ami benne van Japán három legszebb kertjei közt. A Kenroku-en jelentése „hat az egyben”, ami a tökéletesség hat tulajdonságára utal (nyugalom, tágasság, a kifinomult tervezés, emelkedettség, a víz jelenléte és a gyönyörű kilátás), valószínűleg Kínára vezethető vissza.
A park egész évben nyitva, minden évszakban más és más szépséges oldalát mutatja. A belépésért minimális árat kell fizetni.

## Történelme
A Kenroku kert az 1620-as években készült el. Kezdetben a kanazavai kastély kertje volt. Az 1840-es évekig a Maeda klán tulajdonában állt. A jelentős része 1759-ben leégett.
A Tacumi csatorna, ami átszeli a kertet, 1632-ben készült. A mai napig használják, csak más funkciót lát el, mint régebben.
1676-ban épült fel a Rencsiocsin pavilon, saját kerttel, a teaszertartásokhoz. Ezt a helyet nevezték Rencsi-teinek , vagyis Lótusz tó kertjének. Sajnos a hely 1759-ben porig égett. Az akkor fent maradt dokumentumokból, viszont kiderül, hogy kedvelt helye volt az uraknak.
A Sigure-tei teaház, ami 1725-ben épült, túlélte az 1759-es tüzet, utána továbbra is használták kisebb felújításokkal. A ház, a mai napig megtekinthető a Rencsi-tei részen.
A kertet érő tűzvész után, 1774-ben kezdték helyreállítani. 1822-ben tovább növelték a méretét, végül a Kaszumi tó megnövelésével elérte mostani méretét.
Az emberek számára a Kenroku-en 1874-ben vált publikussá. Sajnos a kert szépsége 1897-re leromlott, a teaházak versengése, és az emberek figyelmetlensége miatt.1909-ben az akkori trónörökös látogatása alkalmából a kertet helyreállították, és a teaházak versengése is megszűnt, a számuk azóta is mindössze 14.
1922-ben a kert 24 órában nyitva volt, belépő díjat se szedtek. Sajnos ez sok problémát okozott. A lámpák, szobrok eltűntek, a fákat kivágták. Ennek a folyamatnak a megállítására csak 1976-ban került sor, amikor is nyitvatartási rendet állítottak fel, és belépő díjat kezdtek el szedni.

## Érdekességek
- A Kenroku kertben körülbelül 8750 fa, és 183 növényfaj található.
- Itt található a legrégebbi, olyan szökőkút, ami természetes víznyomással működik.
- A Júgao-tei a legrégebbi épület a kertben. 1774-ben épült.
- A Karaszaki fenyő a Biva-tó környékéről származik.

## Fotók a kertről

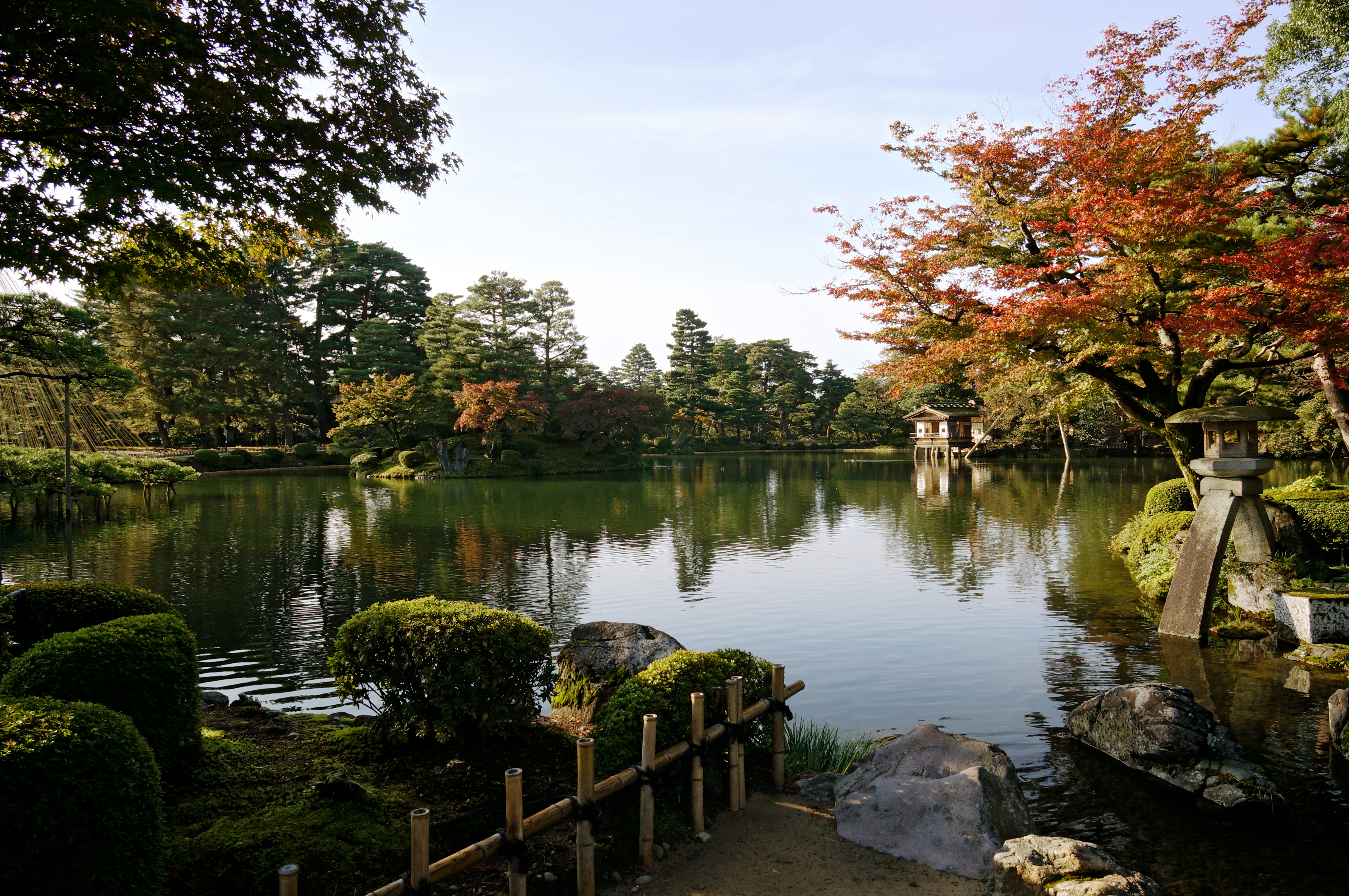
Őszi kép a Kaszumi tóról
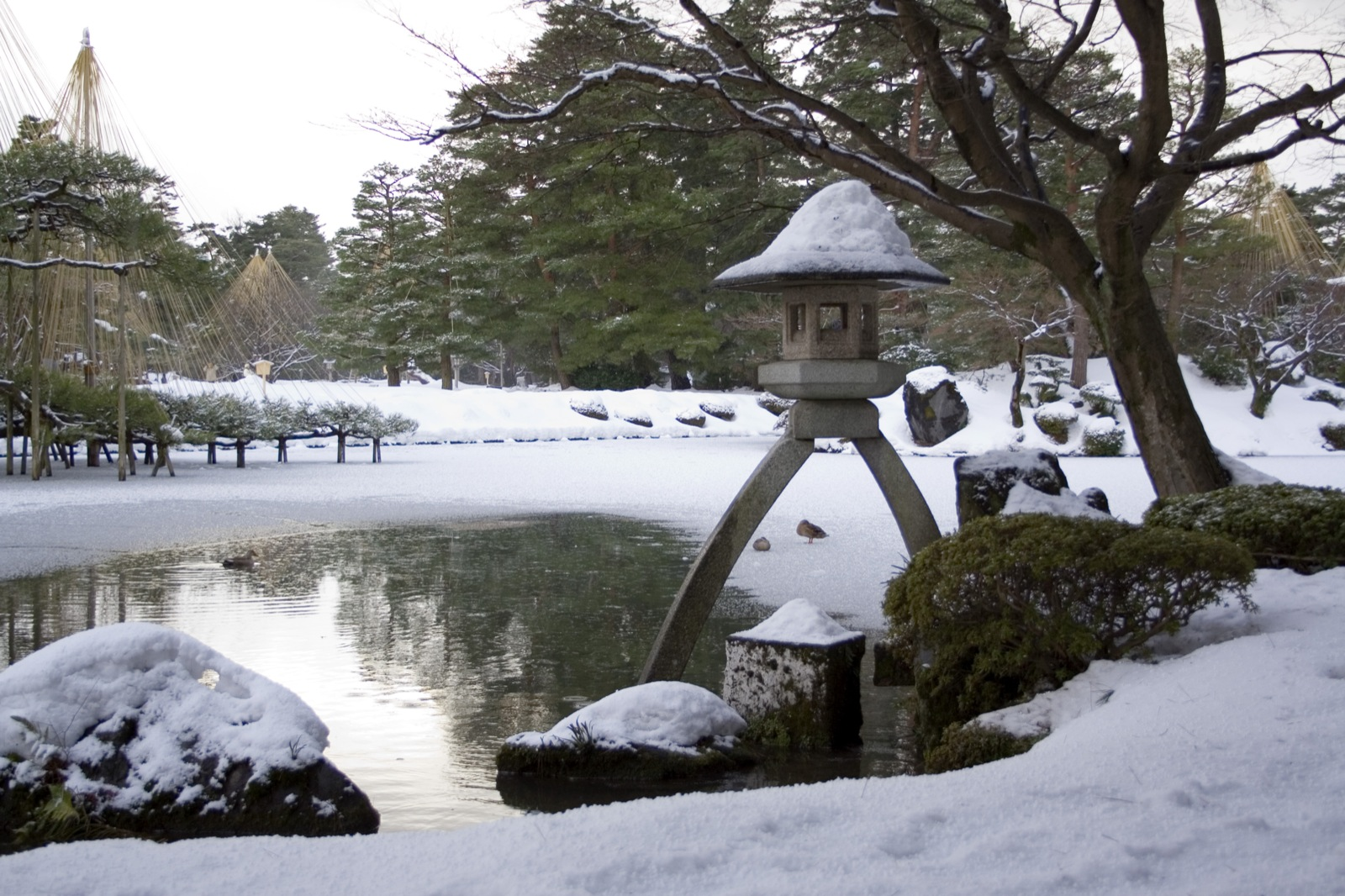
Téli kép a Kaszumi tóról, és a Kotodzsi Tororól
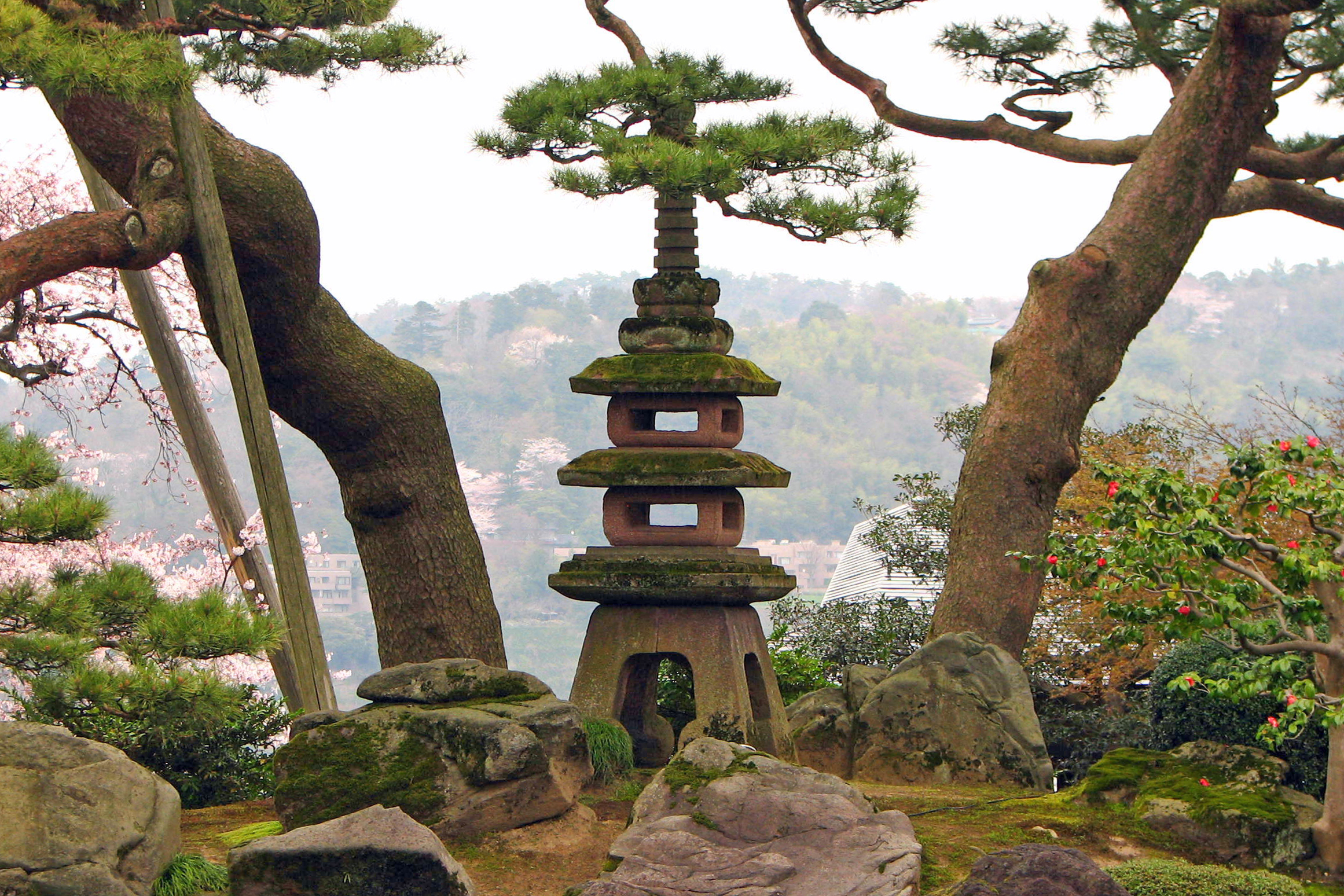
Jellegzetes lámpa a kertben
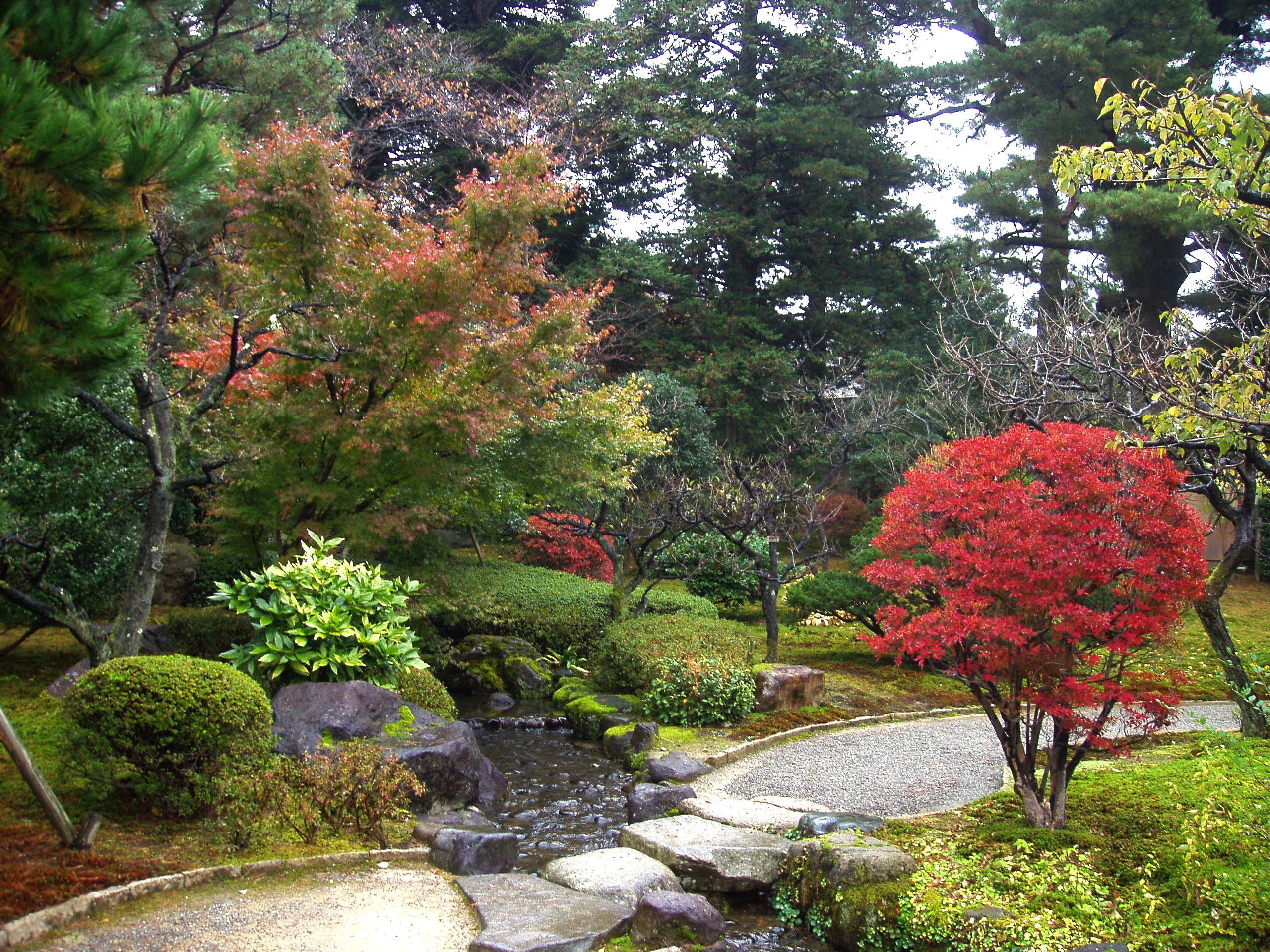
Őszi látkép
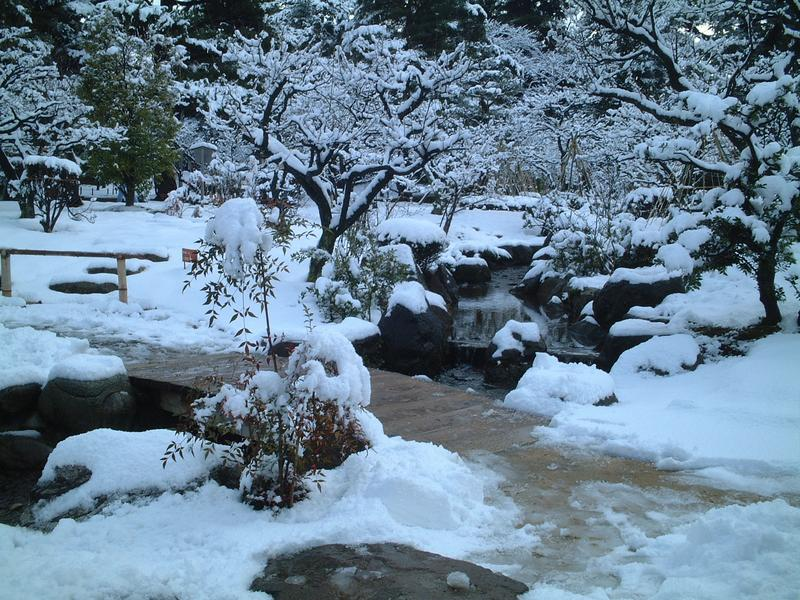
Téli látkép
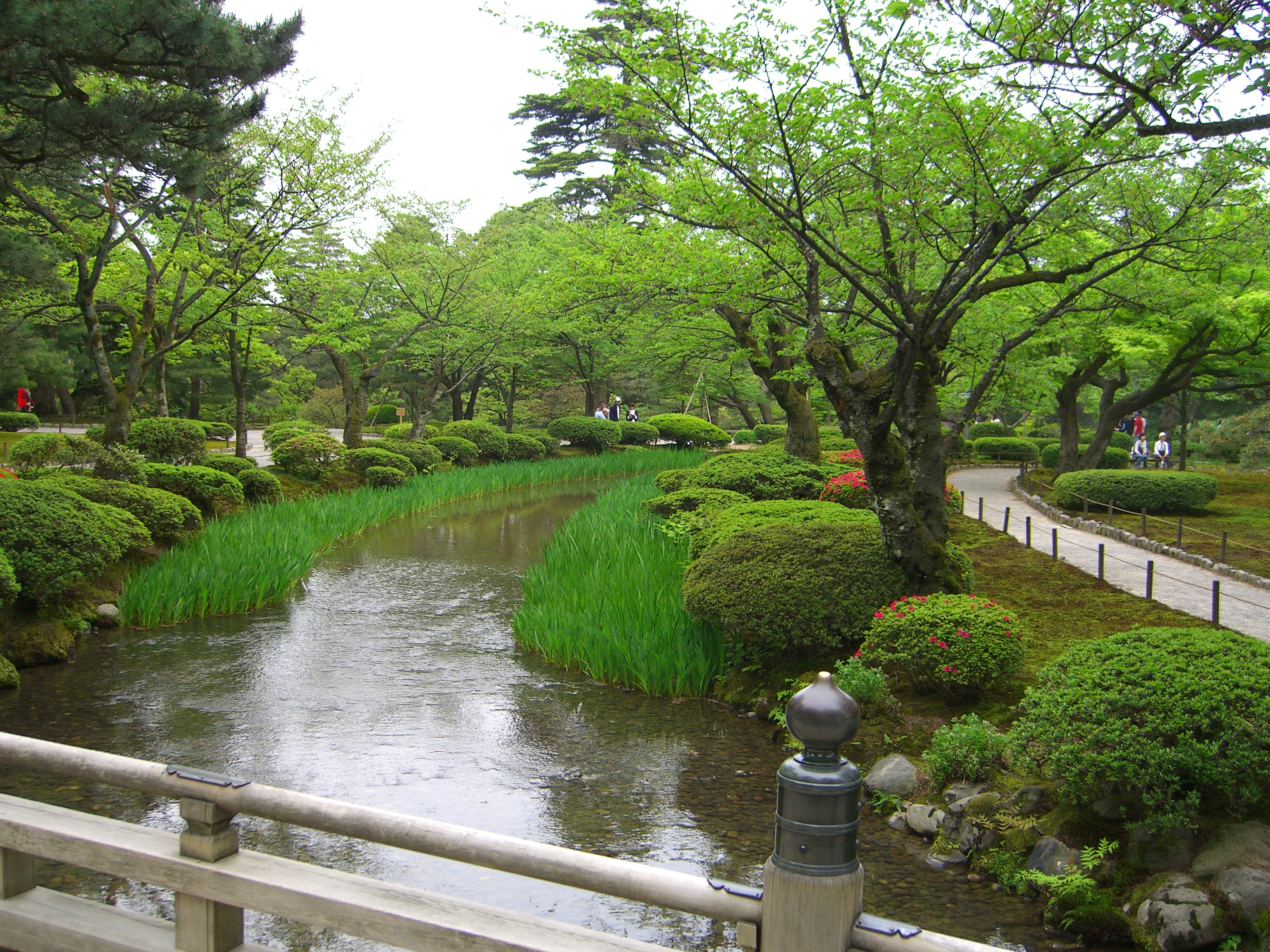
A kert kora májusban
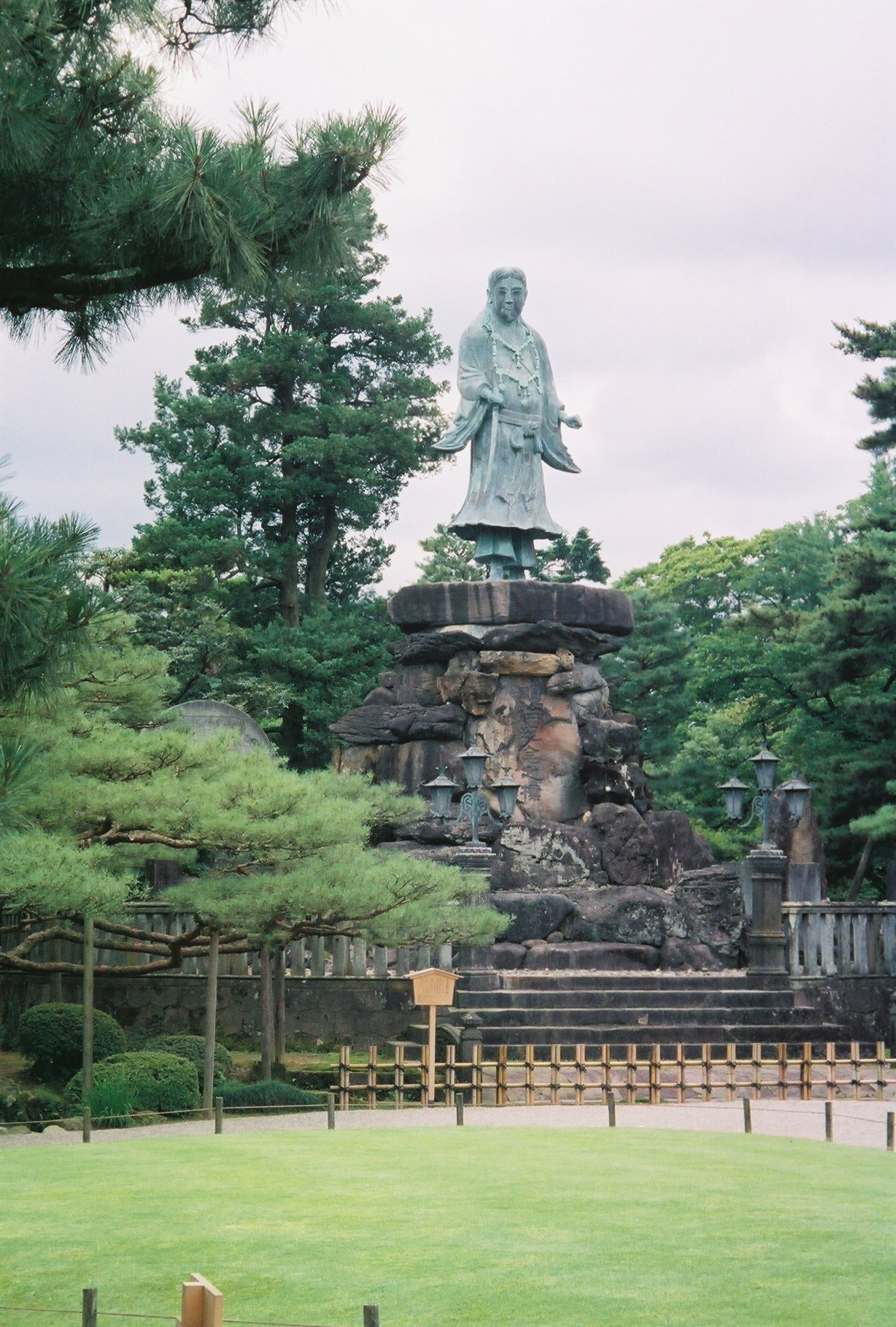
Jamatotakeru szobra
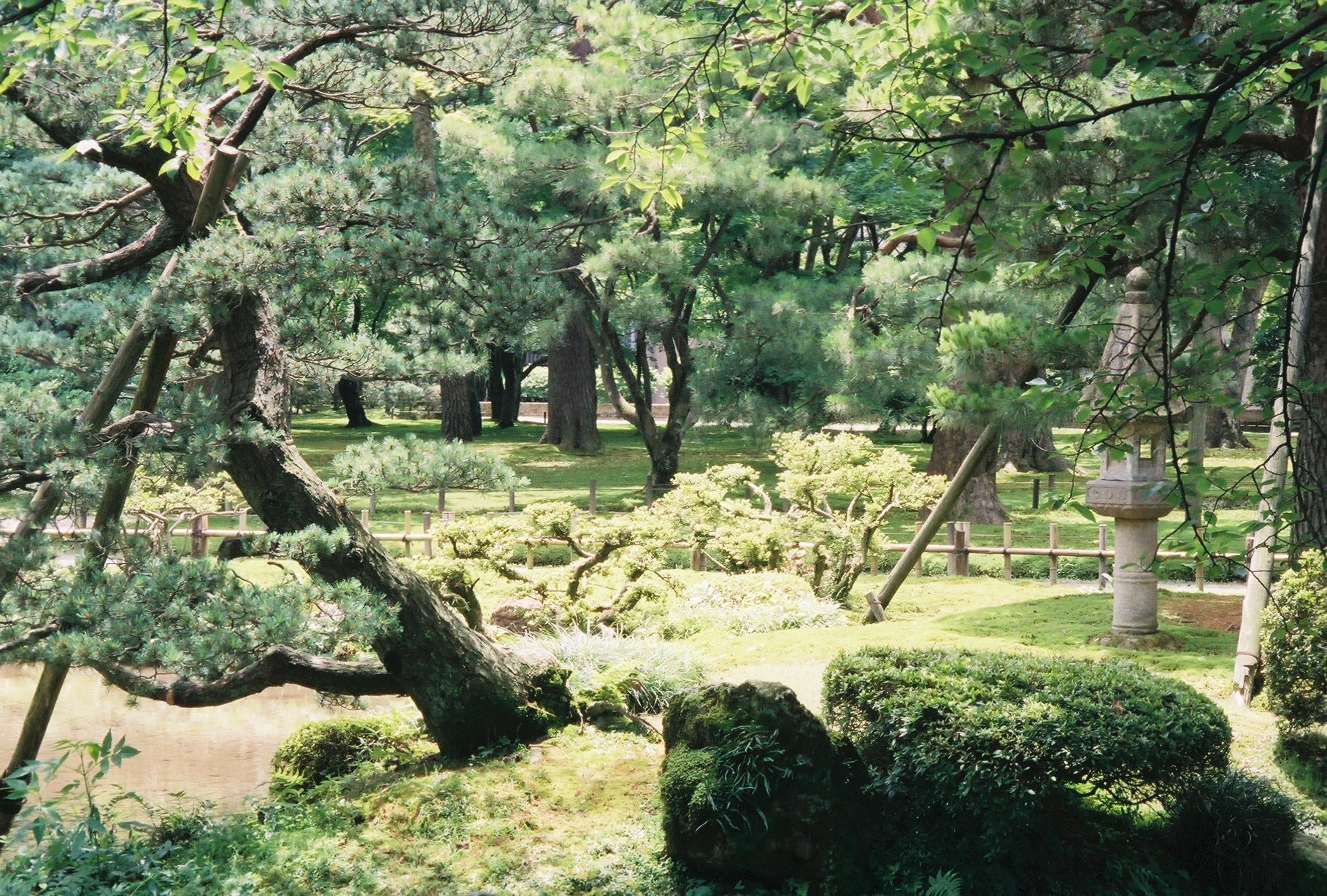
Fenyők és lámpa
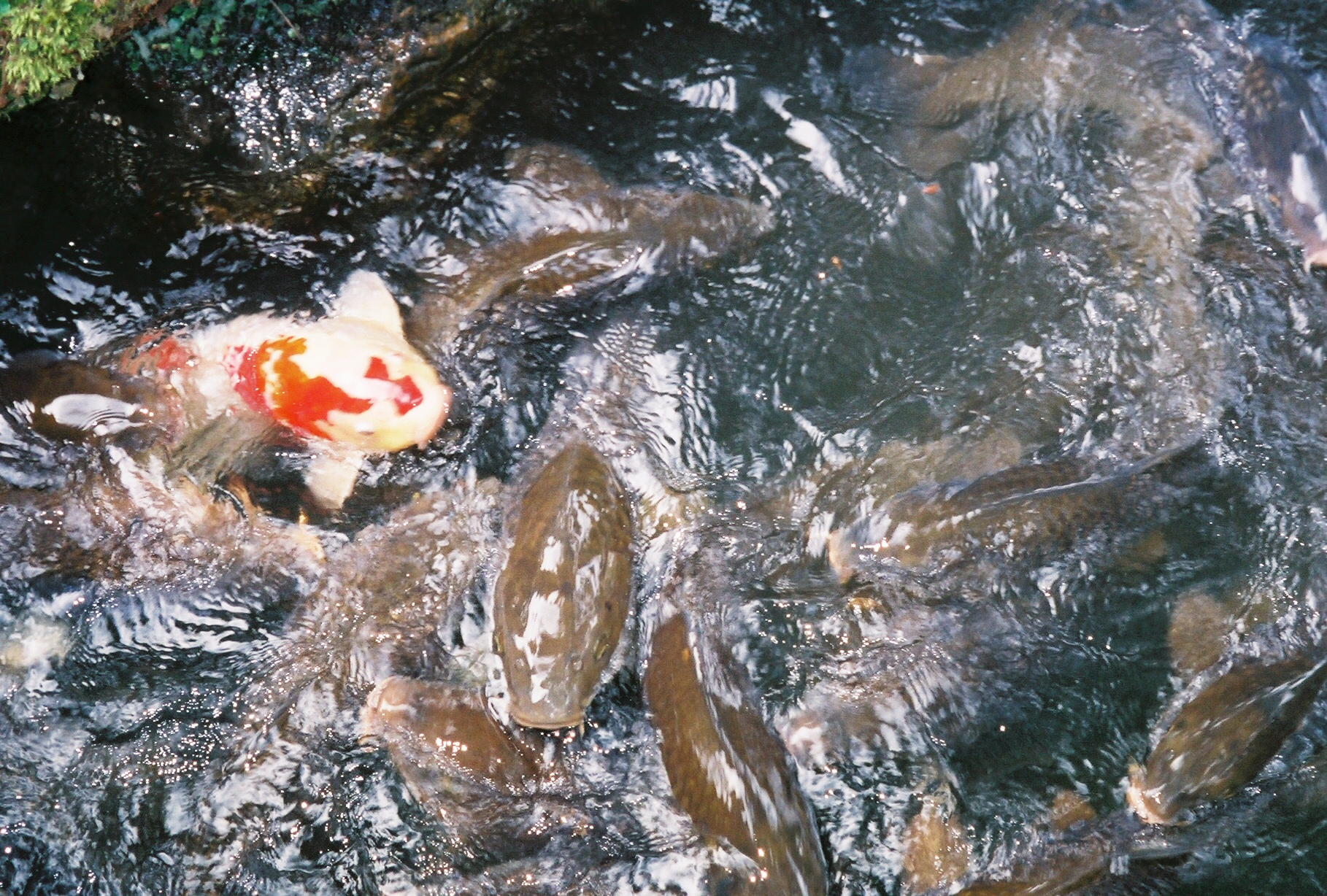
Koi pontyok etetésre várva

## Jegyzetek

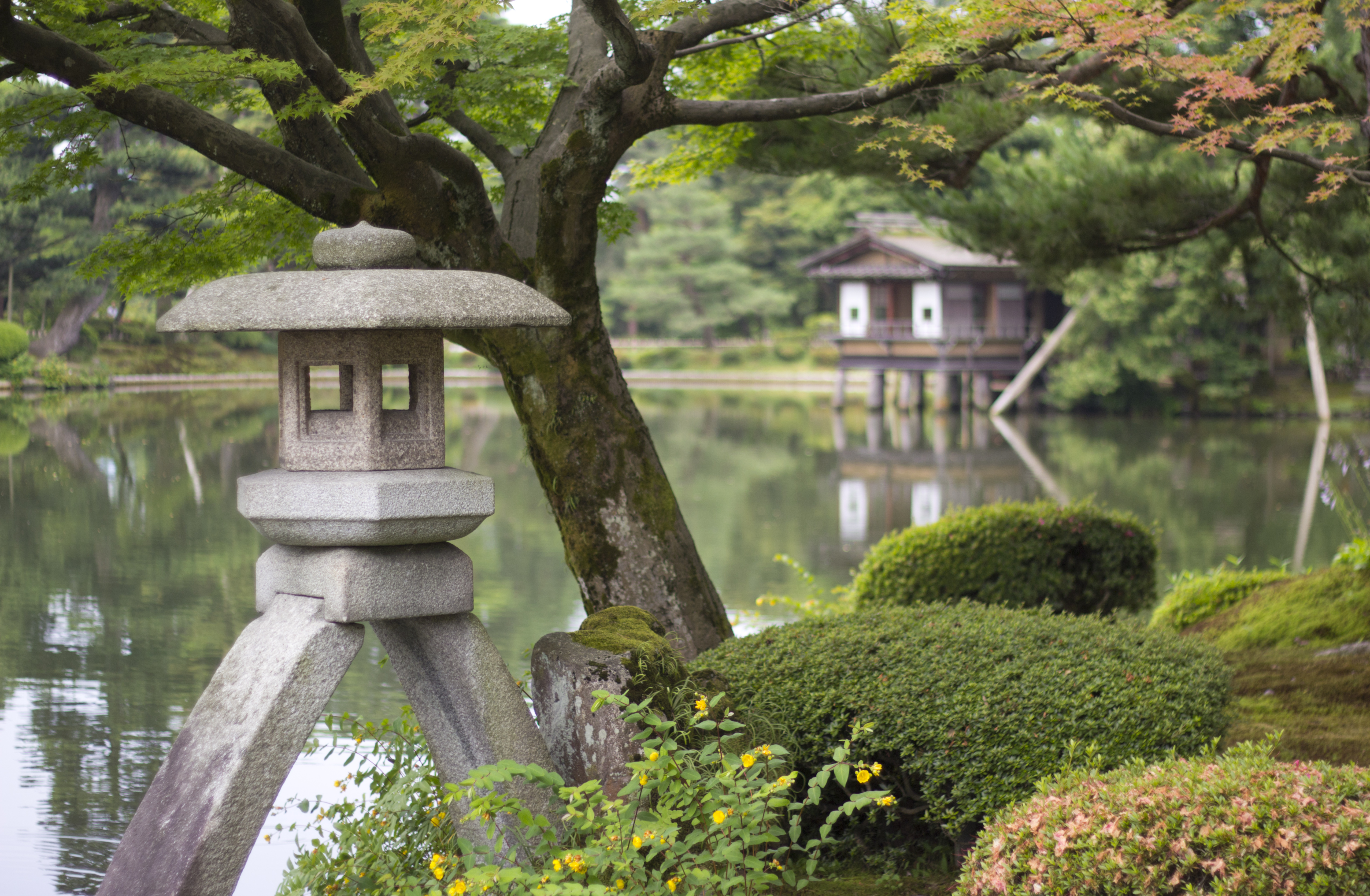
A Kotodzsi Toro, Kenroku-en szimbóluma

## Fordítás
- Ez a szócikk részben vagy egészben  a   Kenroku-en című angol Wikipédia-szócikk fordításán alapul.  Az eredeti cikk szerkesztőit annak laptörténete sorolja fel. Ez a jelzés csupán a megfogalmazás eredetét és a szerzői jogokat jelzi, nem szolgál a cikkben szereplő információk forrásmegjelöléseként.